# Concejo Municipal de Goicoechea
El Concejo Municipal de Goicoechea es el órgano deliberativo y máxima autoridad del cantón de Goicoechea, en Costa Rica. Está conformado por nueve regidores propietarios con voz y voto, y sus respectivos suplentes solo con voz salvo cuando sustituyan a un propietario de su mismo partido. A estos también asisten con voz pero sin voto el alcalde y los síndicos propietarios y suplentes de los siete distritos del cantón. Al igual que el alcalde municipal sus miembros son electos popularmente cada 4 años. Poseen el Comité Cantonal de Deportes y Recreación, el cual su Presidenta es Gloriana Carmona Seravalli y el Comité Cantonal de la Persona Joven de Goicoechea que su Presidente es Kevin Montero Giralt.

## Historia
En la ley n° 56 del 6 de agosto de 1891, se creó Goicoechea como cantón de la provincia de San José, designándose como cabecera la villa de Guadalupe. En esa oportunidad no se fijaron los distritos de este nuevo cantón, pero sí se indicaron los nombres de las seis poblaciones que lo conformaron: Guadalupe, San Francisco, Calle Blancos, Mata de Plátano, Ipís y Rancho Redondo. Goicoechea procede del cantón de San José, establecido este último, en ley n° 36 del 7 de diciembre de 1848.
El 13 de septiembre de 1891 se llevó a cabo la primera sesión del Concejo Municipal de Goicoechea, integrado por los regidores propietarios, señores Francisco Jiménez Núñez, como presidente, Tomás Gutiérrez, como vicepresidente, y Ezequiel Vargas. El secretario municipal fue Jesús Zeledón y el jefe político Basileo Araya.

## Conformación del Concejo
| #                      | Bandera                | Partido                         | Nombre                            |
| Regidores propietarios | Regidores propietarios | Regidores propietarios          | Regidores propietarios            |
| ---------------------- | ---------------------- | ------------------------------- | --------------------------------- |
| 1                      |                        | Partido Liberación Nacional     | Fernando Miguel Chavarría Quirós  |
| 2                      |                        | Partido Liberación Nacional     | Carolina Arauz Durán              |
| 3                      |                        | Partido Unidad Social Cristiana | Carlos Luis Murillo Rodríguez     |
| 4                      |                        | Partido Unidad Social Cristiana | Xinia Patricia Vargas Corrales    |
| 5                      |                        | Partido Acción Ciudadana        | Lilliam Guerrero Vásquez          |
| 6                      |                        | Partido Acción Ciudadana        | Carlos Andrés Calderón Zúñiga     |
| 7                      |                        | Partido Todos Por Goicoechea    | Lorena Miranda Carballo           |
| 8                      |                        | Partido Todos Por Goicoechea    | Ángel Rodolfo Muñoz Valverde      |
| 9                      |                        | Partido Nueva Generación        | William Rodrigo Rodríguez Román   |
| Regidores suplentes    |                        |                                 |                                   |
| 10                     |                        | Partido Liberación Nacional     | William Báez Herrera              |
| 11                     |                        | Partido Liberación Nacional     | Nicole Karina Mesén Sojo          |
| 12                     |                        | Partido Unidad Social Cristiana | Max Alejandro Rojas Maykall       |
| 13                     |                        | Partido Unidad Social Cristiana | Andrea Chaves Calderón            |
| 14                     |                        | Partido Acción Ciudadana        | Jesús Manuel Vindas Durán         |
| 15                     |                        | Partido Acción Ciudadana        | Melissa Valdivia Zúñiga           |
| 16                     |                        | Partido Todos Por Goicoechea    | José Arcadio Domínguez Montenegro |
| 17                     |                        | Partido Todos Por Goicoechea    | Lia María Muñoz Valverde          |
| 18                     |                        | Partido Nueva Generación        | Gustavo Adolfo Brade Salazar      |
| Síndicos propietarios  |                        |                                 |                                   |
| 19                     |                        | Partido Liberación Nacional     | Carlos María Alfaro Marín         |
| 20                     |                        | Partido Liberación Nacional     | Kevin José Mora Méndez            |
| 21                     |                        | Partido Unidad Social Cristiana | Rodolfo Brenes Brenes             |
| 22                     |                        | Partido Acción Ciudadana        | Priscilla María Vargas Chaves     |
| 23                     |                        | Partido Liberación Nacional     | Ana Lucía Mora Elizondo           |
| 24                     |                        | Partido Liberación Nacional     | Andrea Valerio Montero            |
| 25                     |                        | Partido Liberación Nacional     | Iris Vera Vargas Soto             |
| Síndicos suplentes     |                        |                                 |                                   |
| 26                     |                        | Partido Liberación Nacional     | Luz Marina Bonilla Madrigal       |
| 27                     |                        | Partido Liberación Nacional     | Katty Yariela Flores Gutiérrez    |
| 28                     |                        | Partido Unidad Social Cristiana | Anabelle Gómez Mora               |
| 29                     |                        | Partido Acción Ciudadana        | David Tenorio Rojas               |
| 30                     |                        | Partido Liberación Nacional     | Luis Enrique Barrantes Guerrero   |
| 31                     |                        | Partido Liberación Nacional     | Christian Brenes Ramírez          |
| 32                     |                        | Partido Liberación Nacional     | Álvaro Montalbán Leiva            |

## Elecciones
Durante las Elecciones municipales de Costa Rica de 2020, once partidos políticos participaron en el cantón de Desamparados para obtener la Alcaldía y miembros del Concejo Municipal. Los resultados fueron los siguientes:

### Alcaldía
| Puesto | Bandera | Partido                              | Votos | %      |
| ------ | ------- | ------------------------------------ | ----- | ------ |
| 1°     |         | Partido Liberación Nacional          | 4 987 | 20,58% |
| 2°     |         | Partido Unidad Social Cristiana      | 3 384 | 13,96% |
| 3°     |         | Partido Acción Ciudadana             | 3 291 | 13,58% |
| 4°     |         | Partido Todos Por Goicoechea         | 2 164 | 8,93%  |
| 5°     |         | Partido Nueva Generación             | 1 459 | 6,02%  |
| 6°     |         | Partido Renovación Costarricense     | 1 434 | 5,92%  |
| 7°     |         | Partido Nueva República              | 1 310 | 5,40%  |
| 8°     |         | Partido Integración Nacional         | 952   | 3,93%  |
| 9°     |         | Partido Restauración Nacional        | 897   | 3,70%  |
| 10°    |         | Partido Frente Amplio                | 877   | 3,62%  |
| 11°    |         | Partido Unidos Podemos               | 826   | 3,41%  |
| 12°    |         | Partido Republicano Social Cristiano | 646   | 2,66%  |
| 13°    |         | Partido Alianza Demócrata Cristiana  | 509   | 2,10%  |
| 14°    |         | Partido Goicoechea en Acción         | 467   | 1,93%  |
| 15°    |         | Partido Nuestro Pueblo               | 401   | 1,65%  |
| 16°    |         | Partido Comunal Unido                | 377   | 1,55%  |
| 17°    |         | Partido Liberal Progresista          | 255   | 1,05%  |

La actual alcaldesa es Reina Irene Campos y el primer vicealcalde es Luis Leonardo Chavarría Barrientos, del Partido Liberación Nacional y Partido Costa Rica Primero CR1. Respectivamente por el período 2023-2024

### Regidores
| Puesto | Bandera | Partido                              | Votos | %      |
| ------ | ------- | ------------------------------------ | ----- | ------ |
| 1°     |         | Partido Liberación Nacional          | 4 798 | 19,89% |
| 2°     |         | Partido Unidad Social Cristiana      | 3 325 | 13,78% |
| 3°     |         | Partido Acción Ciudadana             | 3 116 | 12,92% |
| 4°     |         | Partido Todos Por Goicoechea         | 2 234 | 9,26%  |
| 5°     |         | Partido Nueva Generación             | 1 572 | 6,52%  |
| 6°     |         | Partido Nueva República              | 1 313 | 5,44%  |
| 7°     |         | Partido Accesibilidad Sin Exclusión  | 1 070 | 4,44%  |
| 8°     |         | Partido Restauración Nacional        | 1 030 | 4,27%  |
| 9°     |         | Partido Frente Amplio                | 1 011 | 4,19%  |
| 10°    |         | Partido Unidos Podemos               | 893   | 3,70%  |
| 11°    |         | Partido Integración Nacional         | 870   | 3,61%  |
| 12°    |         | Partido Republicano Social Cristiano | 632   | 2,62%  |
| 13°    |         | Partido Alianza Demócrata Cristiana  | 631   | 2,62%  |
| 14°    |         | Partido Nuestro Pueblo               | 500   | 2,07%  |
| 15°    |         | Partido Goicoechea en Acción         | 470   | 1,95%  |
| 16°    |         | Partido Comunal Unido                | 384   | 1,59%  |
| 17°    |         | Partido Liberal Progresista          | 274   | 1,14%  |